# Aphodobius bicoloratus
Aphodobius bicoloratus är en skalbaggsart som beskrevs av Schmidt 1908. Aphodobius bicoloratus ingår i släktet Aphodobius och familjen Aphodiidae. Inga underarter finns listade i Catalogue of Life.